# Работа от вкъщи
Работа от вкъщи (на английски: working from home) или дистанционна работа (на английски: telecommuting) е възможност за работа от вкъщи, когато служителят пътува, се намира в друго населено място и пр., която се дава от някои компании или организации. Това може да е временно, за един или няколко дни, или дори за няколко часа, или постоянно, като работещият постоянно работи от къщи или направо в друга страна, а не в офиса на компанията, към която е причислен. Това става възможно чрез съвременните средства за комуникация, корпоративни чат програми, организационна имейл поща, интернет телефония, дистанционен вход за организационните системи, VPN и т.н.
Дистанционната работа дава възможност за работа както от къщи, така от парк, кафе и други.
Терминът се използва и за свободни професии, като преводаческа, за музиканти и други.
Освен стандартната офис работа, която може да бъде пренесена вкъщи чрез средства за комуникации, работа от вкъщи или дистанционната работа, могат да означават и надомна работа за ръчни дейности като везане, шевна работа, производство на мартеници и други подобни.
Работата вкъщи също има своите етични правила, като да не се прекалява със страничните дейности  и се стигне до етичността на самата извършвана работа, например писането на „маркетингови“ или „политически“ мнения под формата на лични, което се смята за неетично.
Въпреки че работата от вкъщи може да има разсейващ ефект, в САЩ през последните 10 години, броят на бизнесите, даващи възможност за дистанционна работа на иначе офис работа, значително е нараснал . Обяснява се с възможността служителите да работят от вкъщи при неразположения, вместо да взимат болнични, или когато има необходимост, да са вкъщи при своите деца, а също и при пътувания.